# Wimbledon Championships 1885
Die neunte Auflage der Wimbledon Championships fand 1885 auf dem Gelände des All England Lawn Tennis and Croquet Club an der Worple Road statt.
In der Aufstellung des Turnierplans kam eine Neuerung zur Anwendung. Während in früheren Jahren Freilose auf die verschiedenen Runden bis hin zum Halbfinale verteilt wurden, setzte man nun ein von R. B. Bagnall Wild bereits 1883 vorgeschlagenes System ein, nachdem nur in der ersten Runde Freilose auftreten konnten. Dazu füllte man das Teilnehmerfeld bis zur nächsten Zweierpotenz mit Freilosen auf.

## Herreneinzel
Bei den Herren traten neben Titelverteidiger William Renshaw 23 Spieler im All-Comers-Wettbewerb an. Das All-Comers-Finale gewann Herbert Lawford gegen Ernest Renshaw. In der Challenge Round verlor Lawford jedoch gegen William Renshaw in fünf Sätzen, der damit seinen fünften Titel in Folge feiern konnte. In der Challenge Round konnte mit etwa 3.500 Zuschauern ein neuer Besucherrekord verzeichnet werden.
Bei einem Spiel von Ernest de S. H. Browne, einem der erfolgreichsten Spieler dieses Jahres, kam es zu einer Kontroverse, nachdem Browne den Fuß des Schiedsrichters angespielt hatte, und der Ball danach im gegnerischen Feld aufkam. Der Schiedsrichterstuhl wurde in der Folge in größerer Entfernung vom Netz positioniert.

## Dameneinzel
Das Teilnehmerfeld im Dameneinzel, das in diesem Jahr noch ohne Challenge Round ausgetragen wurde, umfasste zehn Spielerinnen. Im Finale konnte die Vorjahressiegerin Maud Watson ihren Titel in zwei Sätzen gegen Blanche Bingley verteidigen.

## Herrendoppel
Im Doppelfinale siegten erneut die Brüder Renshaw gegen Claude Ferrer und Arthur Stanley mit 6:3, 6:3 und 10:8.